# Friedrich Brenner (Musiker)
Friedrich Christian August Brenner (* 2. Juni 1815 in Eisleben; † 11. November 1898 in München) war ein deutscher Chordirigent, Organist und Komponist.

## Leben und Werk
Friedrich Brenner ging nach einer privaten Musikerausbildung als Musiklehrer ins Baltikum. 1836 ließ er sich in Dorpat nieder und wirkte zunächst als Privatmusiklehrer. Er wirkte dort von 1839 bis 1878 als Universitätsmusikdirektor und gründete den Akademischen Gesangsverein. Von 1856 bis 1865 war er Gesang- und Musiklehrer des Lehrerseminars. Er wurde dort Organist an der Universitätskirche und Leiter der nur wenige Jahre bestehenden Musikalischen Gesellschaft. Er förderte zugleich auch die junge estnische Musikbewegung.
Er gab an Kompositionen Zwei geistliche und zehn weltliche Gesänge für Sopran und Alt sowie ein Rhythmisches Choralbuch für vier Männerstimmen heraus.
Brenner kehrte 1893 nach Deutschland zurück und lebte in Erlangen.